# Joachim Schönitz
Joachim Schönitz (* 13. Juni 1941; † 20. April 2019) war ein deutscher Schauspieler.

## Leben
Schönitz wurde im August 1970 Ensemblemitglied des Hans-Otto-Theaters, an dem er an die 100 verschiedene Rollen spielte. Daneben trat er auch in einigen Rollen im Fernsehen der DDR auf.

## Filmografie (Auswahl)
- 1969: Jungfer, Sie gefällt mir
- 1971: Optimistische Tragödie (TV)
- 1972: Das Geheimnis der Anden (TV)
- 1976: Das blaue Licht
- 1977: Unterwegs nach Atlantis
- 1978: Bluthochzeit (Studioaufzeichnung)
- 1979: Des Henkers Bruder
- 1980: Archiv des Todes (TV)
- 1982: Die dicke Tilla
- 1984: Front ohne Gnade (TV)
- 1984: Der Lude
- 1986: Blonder Tango
- 1987: Spuk von draußen (TV)
- 1991: Olle Hexe
- 1992: Sherlock Holmes und die sieben Zwerge – Ein geheimnisvolles Geschenk